# 2010 - L'anno del contatto
2010 - L'anno del contatto (2010, noto anche come 2010: The Year We Make Contact) è un film di fantascienza del 1984 diretto da Peter Hyams. Tratto dal romanzo 2010: Odissea due (2010: Odyssey Two) di Arthur C. Clarke, il film è il sequel di 2001: Odissea nello spazio (1968) di Stanley Kubrick.

## Trama
Nove anni dopo la spedizione fallita dell'astronave Discovery One, il mondo sembra essere sull'orlo di una guerra nucleare a causa di una grave crisi politica tra gli Stati Uniti e l'Unione Sovietica.
Alcuni scienziati sovietici hanno rilevato che il relitto della Discovery sta perdendo stabilità nella sua orbita attorno alla luna gioviana Io, alla quale si sta pericolosamente avvicinando, con il rischio imminente di un impatto, pertanto si rende necessaria una missione per investigare al riguardo. Per poter raggiungere al più presto la Discovery, viene proposto l'imbarco di un equipaggio statunitense sull'astronave sovietica Leonov, già disponibile alla partenza. Per guidare il gruppo di indagine viene scelto il dottor Heywood Floyd, direttore della precedente missione, il quale, dopo che essa era fallita, era stato relegato al ruolo di docente universitario. Ottenuto il benestare dalla Casa Bianca a scopo propagandistico, Floyd e due scienziati americani vengono posti in stato di ibernazione per essere ridestati all'arrivo a destinazione, ma il primo viene risvegliato anticipatamente per richiedergli delucidazioni su un'anomalia riscontrata sulla luna Europa: è stata rilevata della clorofilla, possibile segno di presenza di vita. Una sonda automatica inviata dalla Leonov a controllare, tuttavia, viene distrutta proprio quando la rilevazione parrebbe confermata. Tra la costernazione e lo scetticismo generale, Floyd ritiene vi possa essere relazione con il grande monolito avvistato nell'orbita di Giove.
Raggiunto con un'ingegnosa e ardita manovra il relitto della Discovery, vengono ridestati gli altri due scienziati americani, i dottori Curnow e Chandra, i quali rimettono in funzione rispettivamente i sistemi di bordo dell'astronave e il computer di bordo HAL 9000. Chandra rivela il motivo, secondo lui, del malfunzionamento di HAL che aveva causato la morte del precedente equipaggio, rilevando l'istruzione impartita all'elaboratore dal governo americano di nascondere all'equipaggio il vero scopo della missione di allora, l'indagine su una trasmissione extraterrestre. Questa istruzione, sempre secondo Chandra, contravveniva alla natura dell'elaboratore, pensato per collaborare con gli esseri umani senza alcun tipo di alterazione e omissione.
Le due astronavi raggiungono quindi il monolito, che si rivela ancora una volta impenetrabile: il cosmonauta sovietico Maxim Brajlovsky tenta di avvicinarsi con una capsula ma viene risucchiato sotto forma di energia, similmente a quanto era accaduto a David Bowman, il comandante della Discovery Uno (del quale l'ultima traccia pervenuta è una registrazione audio nella quale egli esclama, con voce molto distorta: "Mio Dio! È pieno di stelle!").
Il precipitare degli eventi politici sulla Terra tra le superpotenze, giunte ormai in uno stato di guerra aperta, costringe i due equipaggi a rientrare e isolarsi nelle rispettive astronavi, con le comunicazioni ridotte alle sole situazioni di emergenza. Floyd riceve improvvisamente la visita di Bowman, il quale si è evoluto trasformandosi in una forma di vita superiore non legata alla materia. Bowman esorta Floyd a lasciare l'orbita gioviana entro due giorni, senza attendere la finestra di lancio prevista dopo circa un mese, in quanto, stando alle sue parole, a breve accadrà "qualcosa di meraviglioso".
Floyd informa quindi i sovietici dell'urgenza eccezionale, persuadendo la comandante Tanya Kirbuk con l'avvertimento che nello spazio circostante si stanno verificando eventi insoliti: il monolito è inspiegabilmente scomparso e l'atmosfera gioviana è soggetta a una serie di trasformazioni rilevanti, quali la comparsa di una chiazza nera che va espandendosi, come se il pianeta si stesse contraendo su sé stesso. Curnow e i colleghi ancorano le due astronavi tra loro in modo che la Discovery dia alla Leonov una spinta sufficiente per abbandonare l'orbita gioviana. Chandra riprogramma HAL per la ripartenza anticipata senza spiegargliene il motivo, che dovrà poi chiarire all'ultimo istante, non senza remore e timori. L'elaboratore comprende il rischio per la vita degli equipaggi, la cui conservazione resta il suo obiettivo primario, e la necessità imprescindibile di accendere i motori, seppur consapevole che finirà distrutto insieme alla nave. Chandra chiede a HAL se vuole che resti con lui, malgrado sappia che facendo ciò potrebbe morire, ma il computer rifiuta, ritenendo di dover continuare da solo, e ringrazia lo scienziato per avergli detto la verità.
La trasformazione di Giove ne causa il collasso, innescando una fusione termonucleare. Sulla Leonov, giunta ormai a distanza di sicurezza, i due equipaggi assistono quindi alla trasformazione del pianeta in una nuova stella, un secondo Sole, visibile dalla Terra. Poco prima che l'onda d'urto distrugga la Discovery, Bowman contatta HAL chiedendogli di orientare l'antenna verso la Terra e trasmettere un messaggio di pace, che però contenga l'ordine perentorio di non tentare di atterrare su Europa, in quanto è l'unico corpo celeste non appartenente ai terrestri. HAL dice di avere paura di quello che sta per accadere, ma il suo ex comandante lo rassicura che gli starà vicino e che presto andrà nello stesso luogo in cui si trova lui, ascendendo allo stesso suo livello.
Nel finale Floyd, mentre sta per essere ibernato, registra un messaggio per il figlio nel quale racconta che il vedere una nuova stella in cielo ha portato i leader politici sulla Terra a cessare le ostilità e si dichiara ottimista sul futuro del pianeta, in quanto l'umanità si sta affacciando a un'era in cui vi saranno due Soli, il cielo non sarà mai più buio e nuovi pianeti e lune saranno disponibili allo sviluppo di nuove civiltà umane in pacifica collaborazione. Su Europa, nel frattempo, la nuova stella scioglie i ghiacci e permette lo sviluppo della vita: a vegliare su di essa, in un punto imprecisato del satellite, si erge ora un monolito nero.

## Distribuzione

### Edizione italiana
Il doppiaggio italiano del film fu eseguito dal Gruppo Trenta e diretto da Renato Izzo, con un cast interamente cambiato rispetto al film precedente. È infatti assente la caratteristica voce di Gianfranco Bellini, doppiatore di HAL nel film precedente, qui sostituito da Renato Cortesi, più vicino al timbro dell'originale, l'attore canadese Douglas Rain.

## Accoglienza

### Critica
(Fantafilm)

## Riconoscimenti
- 1985 - Premio Oscar
  - Candidatura per la migliore scenografia a Albert Brenner e Rick Simpson
  - Candidatura per i migliori costumi a Patricia Norris
  - Candidatura per il miglior trucco a Michael Westmore
  - Candidatura per il miglior sonoro a Michael J. Kohut, Aaron Rochin, Carlos Delarios e Gene S. Cantamessa
  - Candidatura per i migliori effetti speciali a Richard Edlund, Neil Krepela, George Jenson e Mark Stetson
- 1985 - Saturn Award
  - Candidatura come miglior film di fantascienza
  - Candidatura per i migliori costumi a Patricia Norris
  - Candidatura per i migliori effetti speciali a Richard Edlund, Neil Krepela, George Jenson e Mark Stetson
- 1985 - Premio Hugo
  - Migliore rappresentazione drammatica

## Differenze dal film precedente e dal romanzo
Il film 2010 fu sceneggiato sulla base di un romanzo che nel 1983 era già stato scritto, a differenza di 2001, in cui il libro fu realizzato contemporaneamente alla pellicola. L'intreccio di 2010 è leggermente semplificato rispetto al romanzo, con l'aggiunta del tema dell'attrito tra le due superpotenze, che era attuale nella realtà all'epoca della realizzazione del film e non sarebbe più stato presente nel 2010 reale, un anno di un futuro abbastanza lontano rispetto al 1984 in cui venne realizzato il film, a differenza di quanto viene rappresentato nella pellicola. La tragedia della spedizione cinese su Europa, il satellite di Giove che, a seguito della trasformazione del gigante gassoso in un nuovo Sole, diventerà il pianeta proibito all'umanità, è sostituita dalla distruzione della sonda automatica che cerca clorofilla, mentre l'abbordaggio del monolito, che nel film si conclude tragicamente, viene annullato dalla sparizione dello stesso.
Nel romanzo 2001, per la lunghissima durata della missione Discovery, si sono scelti astronauti single. Nel film 2010 lo "spirito" di Bowman ha invece un singolare colloquio tramite uno schermo televisivo con la propria vedova Betty; nel romanzo si tratta invece di un'amante di gioventù.
Il monolito lunare era stato scoperto nel cratere Tycho e non nel mare Tranquillitatis, come riportato nel rapporto di Floyd all'inizio del film. Il malfunzionamento di HAL avviene ben prima dell'arrivo della nave Discovery nel sistema gioviano (Floyd invece nel suo rapporto scrive che HAL era andato in avaria vicino alle lune Europa e Io).
Nel film viene ipotizzato il motivo del malfunzionamento di HAL 9000, già in parte spiegato nel romanzo di 2001: Odissea nello spazio. Sia il romanzo che il film partono da dove termina il primo film, nell'orbita gioviana: lo stesso Arthur C. Clarke ammise di considerare il secondo romanzo un seguito del film più che del primo romanzo.
Il film insiste sulla rigida logica di HAL 9000, che viene riattivato e poi diventa passibile di un nuovo conflitto di elaborazione che metterebbe a repentaglio la vita dell'intero equipaggio in fuga da Giove, problema che Chandra riesce a risolvere in extremis, mentre il romanzo manca di questo colpo di scena.
Dimitri Moisevic, quale compare nei romanzi 2001 e 2010, è un grande amico di Floyd e il colloquio iniziale avviene senza sotterfugi.
La sequenza in cui il cosmonauta Brajlovsky viene risucchiato sotto forma di energia non esiste nel libro: questi ritorna sulla Terra a bordo della Leonov insieme agli altri.
Tanya Kirbuk, comandante della Leonov, nel romanzo si chiama Tatiana Orlova, detta Tanya, ed è la moglie del dottor Vasili Orlov. Nel film invece suo marito non è tra l'equipaggio e il nome Kirbuk (Kubrick al contrario) è probabilmente un omaggio di Hyams a Stanley Kubrick.
Nel primo film il dottor Floyd, nella sua breve apparizione sugli schermi della Discovery, dice che HAL era informato sul monolito, a differenza dei passeggeri umani, mentre in questo film dice di non saperne niente: "io non ho autorizzato nessuno a dire ad HAL del monolito".

## Altri media
La TSR pubblicò su licenza il modulo di gioco di ruolo 2010: Odyssey Two (Bruce Nesmith e Curtis Smith, 1984), basato sul suo regolamento Star Frontiers che permetteva di interpretare la storia del film.